# آناندامایا کوشا
آناندامایا کوشا (انگلیسی: Anandamaya kosha), پنجمین لایهٔ وجود انسان، بدن سعادت و هوشیاری مافوق ذهن.
پنجمین بدن، بدن سعادت است. مکان تجربه روح و نفس، مکانی که تعیین هویت از آنجا ناشی می‌شود. در اینجا درک روح تجربه می‌گردد. حکومت روح بر بدن تجربه می‌شود. موقعی که این تجربه در این سطح حاصل گردید، دیگر زندگی عادی بشری ادامه ندارد، انسان الهی می‌شود و تماشاگر روح خالق می‌گردد.
رسد آدمی به جایی که به جز خدا نبیند -
بنگر که تا چه حد است مکان آدمیت. (سعدی)